# Moral Fabrication
Moral Fabrication er den anden ep fra det danske dødsmetalband 100 Knives Inside. Den bliver udgivet i løbet 19. marts 2010 med nye medlemmer på.

## Numre
1. "Anima In Process"
2. "Adulteration Of Principles
3. "Infinity (Instrumental)"
4. "New Blood Transfusion
5. "Distorted View By The Hour